# Spey

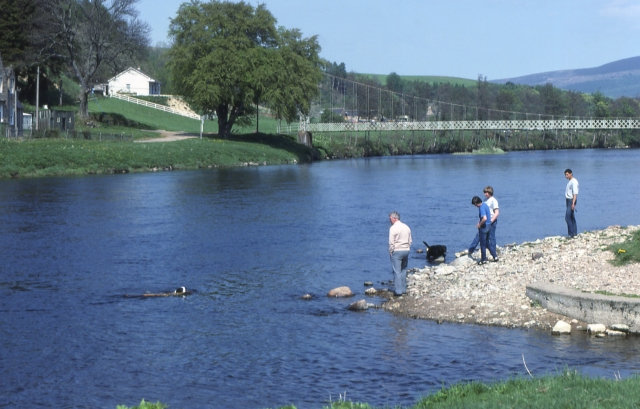
Rzeka Spey przepływająca przez Aberlour

Spey (gael. Uisge Spè) – rzeka w Szkocji (Wielka Brytania), o długości 172 km, jest drugą rzeką w Szkocji pod względem długości (po rzece Tay). Powierzchnia dorzecza wynosi ok. 3 tys. km².